# Thorleifs Hit Collection
Thorleifs Hit Collection är ett dubbelt samlingsalbum från 2002 av det svenska dansbandet Thorleifs. Albumet placerade sig som högst på 42:a plats på den svenska albumlistan.
Samlingen släpptes i samband med bandets 40-årsjubileum, och många av de äldsta sångerna är nyinspelningar från 1995 års samling Historien Thorleifs.

## Låtlista

### CD1
1. Att glömma är inte så enkelt (Vår enda sommar)
2. Och du tände stjärnorna
3. Rosor doftar alltid som mest när det skymmer
4. Jag dansar med en ängel
5. Tack, min vän
6. Följ mig
7. Flyg bort min fågel
8. Forever and ever
9. Ring en signal
10. Gråt inga tårar
11. Tre gringos (Thorleifs & Just D)
12. Raka rör (och ös till bäng)
13. Med dig vill jag leva
14. Älska mig
15. Oh Josefine, Josefine
16. En liten ängel

### CD2
1. Dina nära och kära
2. Gröna blad
3. Kurragömma
4. My Heart Will Go On
5. Halva mitt hjärta
6. En dag i juni (Safe in My Garden)
7. Swing'n Rock-medley
8. Krama mig igen
9. Skänk mig dina tankar
10. Genom skogar över ängar
11. Don't Cry for Me Argentina
12. Ingen får mig att längta som du
13. Jag vill ge dig en sång
14. Fem röda rosor till dig
15. Till Folkets Park
16. Liebst du mich wohl immer noch (Älskar du mig än, som förr)

## Listplaceringar
| Lista (2002) | Topplacering |
| ------------ | ------------ |
| Sverige      | 42           |

### Fotnoter
1. ↑  ”Danswebb”. Arkiverad från originalet den 5 mars 2016. https://web.archive.org/web/20160305054826/http://www.dans-web.nu/skivor/index.php?pid=view&ref_cd=442. Läst 9 juni 2011.
2. ↑  Michael Nystås (5 februari 2002). ”Hatten av för Thorleifs, 40 år” (på svenska). Nöjesbladet. https://www.aftonbladet.se/nojesbladet/a/ddnjLq/hatten-av-for-thorleifs-40-ar. Läst 9 februari 2023.
3. ↑  Michael Nystås. ”Hatten av för Thorleifs, 40 år”. Thorleifs. Arkiverad från originalet den 9 februari 2023. https://web.archive.org/web/20230209215506/http://www.thorleifs.se/sidor/hitcollection/hitcollection2002recensioneraftonb.html. Läst 9 februari 2023.
4. ↑  ”Listplacering”. http://hitparad.se/showitem.asp?key=17360&cat=a. Läst 15 maj 2011.